# Kasteel van Castelbouc
Het Kasteel van Castelbouc (Frans: Château de Castelbouc) is een ruïne van een middeleeuws kasteel in de Franse gemeente Sainte-Enimie. Het kasteel is een beschermd historisch monument. Het ligt in het departement Lozère, in de regio Languedoc-Roussillon.
De ruïne torent boven het gelijknamige dorpje Castelbouc, boven de Gorges du Tarn.
Het kasteel werd in de 12e eeuw opgebouwd, door Etienne de Castelbouc, een vazal van Elie de Montbrun, provinciecommandeur van de ridderorde van de Tempeliers. In de 16e eeuw bevalen de états particuliers (Franse Provinciale Staten-Generaal) van de provincie Gévaudan de vernietiging van een hele reeks kastelen in de provincie. Een aantal kastelen werd immers tijdens de Hugenotenoorlogen gebruikt als schuilplaats door protestante hugenoten. Zo werd Castelbouc in 1592 vernietigd.

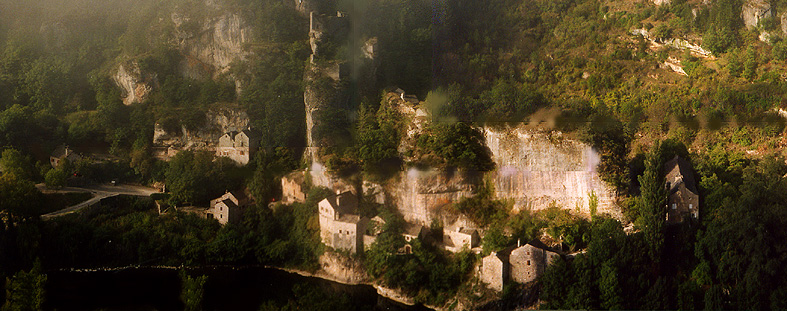
Castelbouc